# Глоб Трейд
Глоб Трейд е вносител на комикси и играчки в България, както и бивше издателство. Поредицата, с която започват е „Спайдърмен: Класика от Марвел“, чийто първи брой се появява по будките на 20 октомври 2004 г. През октомври 2008 г. издаването на комикси официално е прекратено, като последните два излизат на 23 и 29 октомври. Това са бр. 6 на „Изумителните Х-Мен“ и бр. 29 на „Най-новото от Спайдърмен“ (27 в САЩ).

## Комикси, които се издават от Глоб Трейд
- „Спайдърмен: Класика от Марвел“ (Marvel-Age: Spider-Man) (2004-2006 г., всички 20 броя)
- „Най-новото от Х-Мен“ (Ultimate X-Men) (2004-2005 г., броеве 1-7)
- „Най-новото от Спайдърмен“ (Ultimate Spider-Man) (2006-2008 г., броеве 1-29)
- „Новите отмъстители“ (New Avengers) (2006-2008 г., броеве 1-20)
- „Изумителните Х-Мен“ (Astonishing X-Men) (2008 г., броеве 1-6)